# Cardiocorax mukulu
Il cardiocorace (Cardiocorax mukulu) è un rettile marino estinto, appartenente ai plesiosauri. Visse nel Cretacico superiore (Maastrichtiano, circa 72 milioni di anni fa) e i suoi resti fossili sono stati ritrovati in Angola.

## Descrizione
Questo animale è noto per un paio di esemplari molto incompleti, sufficienti tuttavia a stabilire le parentele di Cardiocorax e quindi gli animali ad esso più affini, ovvero gli elasmosauridi. Come tutti gli appartenenti a questo gruppo, anche Cardiocorax doveva essere caratterizzato da un piccolo cranio dotato di denti aguzzi, un collo eccezionalmente allungato, un corpo compatto e quattro arti trasformati in strutture simili a pinne.
Cardiocorax, in particolare, era caratterizzato dalle seguenti autapomorfie (caratteristiche uniche): il coracoide asimmetrico era dotato di un rinforzo bilaterale ventrale; vi era una cresta dorsale della scapola molto ridotta; il contatto mediale tra le scapole e le clavicole si estendeva lungo tutta la loro superficie mediale; il tronco della scapola con sezione a croce si allargava anteriormente; l'area ventrale della clavicola era larga quasi quanto l'area scapolare e il contatto mediano tra le clavicole si estendeva lungo tutta la loro lunghezza mediale; nelle vertebre cervicali, le spine neurali possedevano un apice angolato, e le vertebre cervicali posteriori quasi andavano a toccare le loro spine neurali adiacenti, particolarmente larghe.

## Classificazione
Cardiocorax mukulu venne descritto per la prima volta nel 2015, sulla base di resti fossili ritrovati nella provincia di Namibe, nella formazione Mocuio in Angola meridionale. Questo animale è noto per un paio di esemplari molto incompleti; il nome del genere deriva dalle parole greche kardia ("cuore") e corax ("corvo"), con riferimento all'osso coracoide e alla finestra a forma di cuore tra i coracoidi. L'epiteto specifico, mukulu, in dialetto angolano significa "antenato".
Cardiocorax era un rappresentante degli elasmosauridi, un gruppo di plesiosauri dal collo eccezionalmente allungato tipici del Cretaceo. Tra questi, sembra che Cardiocorax fosse maggiormente imparentato con Styxosaurus, del Cretaceo superiore del Nordamerica.

## Paleobiologia
Cardiocorax ha una lama dorsale ridotta della scapola, una caratteristica unica tra gli elasmosauridi, ma convergenti con plesiosauri criptoclididi. Il cinto pettorale e pelvico di Cardiocorax presentano un estremo strutturale per i quadrupedi a locomozione subacquea. La riduzione dell'area di attacco della lama dorsale della scapola contro l'espansione della zona di attacco della zona ventrale in Cardiocorax indica da un lato un'atrofia dei gruppi muscolari che, nei suoi antenati, erano stati coinvolti nella locomozione terrestre e, dall'altro, l'espansione di altri gruppi muscolari coinvolti nella locomozione quadrupede subacquea. Così, la particolare architettura pettorale di Cardiocorax ha implicazioni funzionali: L'area ventrale del coracoide e la zona ventrale di clavicola e scapola di superficie quasi uguale, più la lama dorsale ridotta della scapola, sembrano essere più compatibili con un ciclo di protrazione-ritrazione dell'arto con cambio di movimento della pinna, piuttosto che con un ciclo dell'arto simile a un otto, precedentemente proposto per tutti i plesiosauri (Robinson, 1975).